# Доходный дом Е. А. Депре

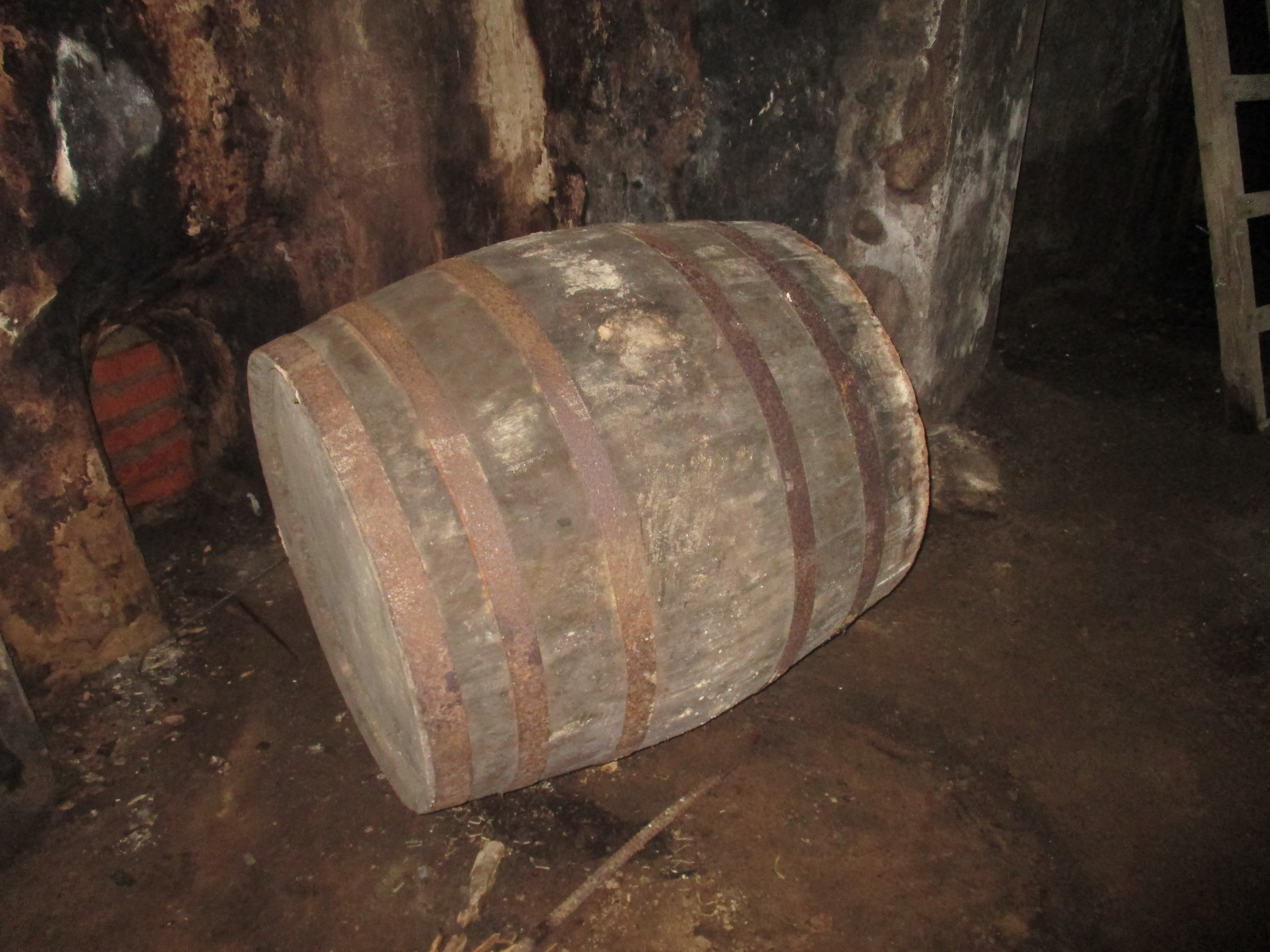
Винные склады

Дохо́дный дом Е. А. Депре́ — памятник архитектуры, расположенный в городе Москве. В стенах строения жил драматург Натан Зархи.

## История
Здание возведено в 1899—1902 годах по проекту русского и советского архитектора, реставратора и преподавателя, работавшего преимущественно в Москве, Р. И. Клейна по заказу «Товарищества виноторговли К. Ф. Депре». Это был объёмный доходный дом на Петровском бульваре с магазином и винными подвалами.
После Октябрьской революции в архитектурном сооружении располагались отделения старейшей российской туристической компании «Интурист». В первой половине 1930-х годов здание претерпевает реконструкцию, в ходе которой оно приобрело ещё два этажа.
В 1899 году архитектором Р. И. Клейном за доходным домом были построены винные склады, владельцами которых являлись виноторговцы из рода Депре. В СССР в этих зданиях находился завод «Самтрест», который занимался розливом кавказских вин и коньяков.
В настоящее время винные склады брошены, а Доходный дом Е. А. Депре является жилым, в нём расположены 54 квартиры.
В ноябре 2018 года здание начали готовить к реставрации. После окончания этих работ собственнику здания предстоит согласовать проект реставрации с Мосгорнаследием.

## Архитектура
Здание имеет черты архитектурного направления эклектики. К элементам его декора можно отнести барочные обрамления окон в виде круга, эркеры и фронтоны, метрические разделения фасадов, присущие эпохе Возрождения, детали в стиле модерн. По словам историка архитектуры и доктора искусствоведения Марии Владимировны Нащокиной,
здание интересно как пример разнообразия стилевых оттенков в московской архитектуре начала XX века.